# Unterhaus, Seeboden am Millstätter See
Unterhaus je naselje v Občini Seeboden am Millstätter See v Okraju Špital ob Dravi  na Koroškem v Avstriji.